# Regierung Van Rompuy
Die belgische  Regierung Van Rompuy, auch Regierung Van Rompuy I, war vom 30. Dezember 2008 bis zum 25. November 2009 im Amt. Am 2. Januar 2009 sprach ihr die Abgeordnetenkammer das Vertrauen aus. Die Regierung bestand aus 15 Ministern (Premierminister inbegriffen) und sieben Staatssekretären.
Diese von Herman Van Rompuy (CD&V) angeführte Regierung setzte sich aus den flämischen (Open VLD) und frankophonen Liberalen (MR), den flämischen Christdemokraten (CD&V) und den frankophonen Zentrumshumanisten (cdH) und Sozialisten (PS) zusammen.
Die Regierung Van Rompuy war Nachfolgerin der Regierung Leterme I, die infolge der Rücktritte von Premierminister Yves Leterme (CD&V) und Justizminister Jo Vandeurzen (CD&V) im Zusammenhang mit der sogenannten „Fortis-Affäre“ gefallen war.
In ihrer Amtszeit erfuhr die Regierung mehrere personelle Umbesetzungen und Verschiebungen von Zuständigkeiten. Am 17. Juli 2009 wurde Außenminister Karel de Gucht designiert, Belgien in der Europäischen Kommission zu vertreten; zugleich wechselten nach den Regionalwahlen von 2009, die vor allem auf wallonischer Seite zu neuen Mehrheitsverhältnissen und einer Regierungsneubildung geführt hatten, einige Politiker das Amt. Somit schieden aus der ursprünglichen Regierung Van Rompuy folgende Minister und Staatssekretäre aus: Karel de Gucht, Marie Arena, Guido De Padt und Julie Fernandez Fernandez; zugestoßen waren: Guy Vanhengel, Yves Leterme, Michel Daerden und Philippe Courard.
Van Rompuy reichte am 25. November 2009 seinen Rücktritt als Premierminister ein, nachdem er am 19. November 2009 zum ersten ständigen Präsidenten des Europäischen Rates bestimmt wurde. Noch am selben Tag wurde Außenminister Yves Leterme zum neuen Regierungschef ernannt. Er bildete die Nachfolgeregierung Leterme II.

## Zusammensetzung
| Minister | Name                                                           | Partei        |
| --- | -------------------------------------------------------------- | ------------- |
| Premierminister | Herman Van Rompuy                                              | CD&V          |
| Vizepremierminister, Minister für Finanzen und institutionelle Reformen | Didier Reynders                                                | MR            |
| Vizepremierministerin, Ministerin für Soziales und Gesundheit | Laurette Onkelinx                                              | PS            |
| Vizepremierminister, Minister für öffentlichen Dienst und öffentliche Unternehmen | Steven Vanackere                                               | CD&V          |
| Vizepremierministerin, Ministerin für Arbeit, Altersvorsorge, Migration und Asylpolitik bis 17. Juli 2009: Ministerin für Arbeit und Altersvorsorge | Joëlle Milquet                                                 | cdH           |
| Vizepremierminister, Minister für den Haushalt neues Amt ab 17. Juli 2009 | Guy Vanhengel                                                  | Open VLD      |
| Minister für auswärtige Angelegenheiten und Außenhandel | Yves Leterme bis 17. Juli 2009: Karel de Gucht                 | CD&V Open VLD |
| Minister für Pensionen und Großstädte bis 17. Juli 2009: Ministerin für soziale Integration, Pensionen und Großstädte | Michel Daerden bis 17. Juli 2009: Marie Arena                  | PS            |
| Minister für Justiz | Stefaan De Clerck                                              | CD&V          |
| Ministerin für KMU, Selbständige, Landwirtschaft und Wissenschaft | Sabine Laruelle                                                | MR            |
| Minister der Verteidigung | Pieter De Crem                                                 | CD&V          |
| Minister für Klima und Energie | Paul Magnette                                                  | PS            |
| Minister der Entwicklungszusammenarbeit | Charles Michel                                                 | MR            |
| Minister für Wirtschaft | Vincent Van Quickenborne                                       | Open VLD      |
| Ministerin für innere Angelegenheiten | Annemie Turtelboom bis 17. Juli 2009: Guido De Padt            | Open VLD      |
| Ministerin für Migration und Asylangelegenheiten Amt ab 17. Juli 2009 aufgelöst | - bis 17. Juli 2009: Annemie Turtelboom                        | - Open VLD    |
| Staatssekretäre | Name                                                           | Partei        |
| Staatssekretär für Mobilität | Etienne Schouppe                                               | CD&V          |
| Staatssekretär für die Koordination der Betrugsbekämpfung | Carl Devlies                                                   | CD&V          |
| Staatssekretär für Finanzen | Bernard Clerfayt                                               | MR            |
| Staatssekretär für die Vorbereitung der Europäischen Präsidentschaft | Olivier Chastel                                                | MR            |
| Staatssekretär für den Haushalt, Migration und Asylpolitik, Familienpolitik und föderale kulturelle Einrichtungen bis 17. Juli 2009: Staatssekretär für Haushalt und Familienpolitik; Migration und Asylpolitik waren eine eigene Ministerzuständigkeit | Melchior Wathelet                                              | cdH           |
| Staatssekretär für soziale Angelegenheiten und Personen mit einer Behinderung bis 17. Juli 2009: Staatssekretärin für Personen mit einer Behinderung | Jean-Marc Delizée bis 17. Juli 2009: Julie Fernandez Fernandez | PS            |
| Staatssekretär für soziale Integration und Armutsbekämpfung bis 17. Juli 2009: Staatssekretär für Armutsbekämpfung | Philippe Courard bis 17. Juli 2009: Jean-Marc Delizée          | PS            |